# Campionati del mondo di mountain bike marathon - Gara femminile
La marathon femminile è uno dei due eventi disputati durante i campionati del mondo di mountain bike marathon. La gara si tiene ininterrottamente dal 2003, quando ancora i campionati del mondo di mountain bike marathon erano parte dei campionati del mondo di mountain bike.

## Albo d'oro
Aggiornato all'edizione 2022.
| Anno | Vincitrice             | Seconda                     | Terza                    |
| ---- | ---------------------- | --------------------------- | ------------------------ |
| 2003 | Maja Włoszczowska      | Magdalena Sadlecka          | Sandra Klose             |
| 2004 | Gunn-Rita Dahle        | Irina Kalent'eva            | Blaža Klemenčič          |
| 2005 | Gunn-Rita Dahle        | Blaža Klemenčič             | Petra Henzi              |
| 2006 | Gunn-Rita Dahle        | Petra Henzi                 | Elsbeth Van Rooij        |
| 2007 | Petra Henzi            | Sabine Spitz                | Pia Sundstedt            |
| 2008 | Gunn-Rita Dahle        | Sabine Spitz                | Pia Sundstedt            |
| 2009 | Sabine Spitz           | Esther Süss                 | Petra Henzi              |
| 2010 | Esther Süss            | Sabine Spitz                | Annika Langvad           |
| 2011 | Annika Langvad         | Sabine Spitz                | Esther Süss              |
| 2012 | Annika Langvad         | Gunn-Rita Dahle             | Esther Süss              |
| 2013 | Gunn-Rita Dahle        | Sally Bigham                | Esther Süss              |
| 2014 | Annika Langvad         | Sabine Spitz                | Tereza Huříková          |
| 2015 | Gunn-Rita Dahle        | Annika Langvad              | Sabine Spitz             |
| 2016 | Jolanda Neff           | Sally Bigham                | Sabrina Enaux            |
| 2017 | Annika Langvad         | Sabine Spitz                | Gunn-Rita Dahle          |
| 2018 | Annika Langvad         | Christina Kollmann-Forstner | Maja Włoszczowska        |
| 2019 | Pauline Ferrand-Prévot | Blaža Pintarič              | Robyn De Groot           |
| 2020 | Ramona Forchini        | Maja Włoszczowska           | Ariane Luthi             |
| 2021 | Mona Mitterwallner     | Maja Włoszczowska           | Natalia Fisher Egusquiza |
| 2022 | Pauline Ferrand-Prévot | Annie Last                  | Jolanda Neff             |

## Medagliere
| Pos.   | Nazione     | Oro | Argento | Bronzo | Totale |
| ------ | ----------- | --- | ------- | ------ | ------ |
| 1      | Norvegia    | 6   | 1       | 1      | 8      |
| 2      | Danimarca   | 5   | 1       | 1      | 7      |
| 3      | Svizzera    | 4   | 2       | 7      | 13     |
| 4      | Francia     | 2   | 0       | 1      | 3      |
| 5      | Germania    | 1   | 6       | 2      | 9      |
| 6      | Polonia     | 1   | 3       | 1      | 5      |
| 7      | Austria     | 1   | 1       | 0      | 2      |
| 8      | Regno Unito | 0   | 3       | 0      | 3      |
| 9      | Slovenia    | 0   | 2       | 1      | 3      |
| 10     | Russia      | 0   | 1       | 0      | 1      |
| 11     | Finlandia   | 0   | 0       | 2      | 2      |
| 12     | Paesi Bassi | 0   | 0       | 1      | 1      |
| 12     | Rep. Ceca   | 0   | 0       | 1      | 1      |
| 12     | Sudafrica   | 0   | 0       | 1      | 1      |
| 12     | Spagna      | 0   | 0       | 1      | 1      |
| Totale | Totale      | 20  | 20      | 20     | 60     |

| Pos. | Nazione                     | Oro | Argento | Bronzo | Totale |
| ---- | --------------------------- | --- | ------- | ------ | ------ |
| 1    | Gunn-Rita Dahle             | 6   | 1       | 1      | 8      |
| 2    | Annika Langvad              | 5   | 1       | 1      | 7      |
| 3    | Pauline Ferrand-Prévot      | 2   | 0       | 0      | 2      |
| 4    | Sabine Spitz                | 1   | 6       | 1      | 8      |
| 5    | Maja Włoszczowska           | 1   | 2       | 1      | 4      |
| 6    | Esther Süss                 | 1   | 1       | 3      | 5      |
| 7    | Petra Henzi                 | 1   | 1       | 2      | 4      |
| 8    | Jolanda Neff                | 1   | 0       | 1      | 2      |
| 9    | Mona Mitterwallner          | 1   | 0       | 0      | 1      |
| 10   | Sally Bigham                | 0   | 2       | 0      | 2      |
| 11   | Blaža Klemenčič             | 0   | 1       | 1      | 2      |
| 12   | Magdalena Sadlecka          | 0   | 1       | 0      | 1      |
| 12   | Irina Kalent'eva            | 0   | 1       | 0      | 1      |
| 12   | Christina Kollmann-Forstner | 0   | 1       | 0      | 1      |
| 12   | Blaža Pintarič              | 0   | 1       | 0      | 1      |
| 12   | Annie Last                  | 0   | 1       | 0      | 1      |